# Al-Musafir Khana
Il Palazzo dell'al-Musāfir Khāna ({ar|ﺍﻟﻤﺴﺎﻓﺮ ﺧﺎﻧـة}, ossia "Palazzo del viaggiatore"), noto anche come Palazzo del Musāfirkhāna, era una residenza reale egiziana.

## Storia
Situato in via Jamaleya nella zona di Khan el-Khalili, fu edificato al Cairo tra il 1779 e il 1788 da Maḥmūd Muḥarram, un ricco mercante egiziano. Muḥammed Ali Pascià lo acquistò ai primi del XIX secolo per usarlo come residenza reale e in particolare come residenza per gli ospiti d'onore.
Fu in questo edificio che nacque suo nipote il Chedivè Ismāʿīl.
Nel 1998 andò completamente a fuoco.

## Architettura
Esempio di architettura tardo mamelucco e architettura ottomana, il palazzo circondava un grande cortile interno, di cui restano ancora tracce. L'edificio si ergeva su due piani.